# Parafia Miłosierdzia Bożego w Brzesku
Parafia pw. Miłosierdzia Bożego w Brzesku – parafia rzymskokatolicka znajdująca się w diecezji tarnowskiej, w dekanacie Brzesko. Mieści się przy ulicy Jana Pawła II.
W skład terytorium parafii wchodzi część miasta Brzesko z ulicami: ul. Boczna, ul. Brzezowiecka, ul. Czarnowiejska, ul. Garbarska, os. Władysława Jagiełły, ul. Jasna, ul. Jaśminowa, ul. Jodłowska, ul. Konstytucji 3 Maja, ul. Kopaliny, ul. Kosynierów, ul. Królowej Jadwigi, ul. Kościuszki, ul. Kwiatowa, ul. Lawendowa, ul. Legionów Piłsudskiego, ul. Łąkowa, ul. Makowa, ul. Okulickiego, ul. Polna, ul. Różana, ul. Słoneczna, ul. Solskiego, ul. Szczepanowska, ul. Topolowa, os. Partyzantów, ul. Partyzantów, ul. Poprzeczna, ul. Spokojna, ul. Wiejska, ul. Wrzosowa, ul. Zacisze i ul. Zamknięta.

## Historia
Początkowo duszpasterstwo toczyło się wokół szkolnego kościoła pw. Ducha Świętego. Dekret o erekcji parafii Miłosierdzia Bożego w Brzesku wydał biskup tarnowski Józef Życiński 16 lipca 1993 roku. Obecny kościół parafialny wybudowano w latach 1994-2001. Nowy kościół poświęcił bp Jan Styrna 24 października 1999, a konsekrował 22 kwietnia 2001 biskup tarnowski Wiktor Skworc.
Od 1 września 2003 przy parafii rozpoczęło działalność Niepubliczne Przedszkole Integracyjne im. Św. S. Faustyny, poświęcone przez biskupa Skworca 17 kwietnia 2004 roku.

## Proboszczowie
- ks. Józef Mularz – 1993-2011
- ks. Wojciech Werner – od 2011[2]